# 나는 전설이다 (영화)
《나는 전설이다》(영어: I Am Legend)는 2007년에 개봉한 포스트 아포칼립스 액션 스릴러 영화이다. 프랜시스 로런스 감독이 연출했고, 윌 스미스, 앨리스 브라가, 대시 미호크가 출연했다. 리처드 매드슨이 쓴 소설《나는 전설이다》를 영화화한 작품으로, 《지상 최후의 사나이》(1964), 《오메가 맨》(1971)에 이은 세 번째 영화화이다.

## 줄거리
뉴욕에 거주하는 크리핀 박사는 인류의 오랜 숙원인 암 백신을 발명한다. 그러나 암 백신에서 나온 바이러스가 전 세계로 퍼지고 인류는 멸망한다. 대부분의 사람들이 죽고 생존자들은 자외선에 노출되면 화상을 입는 빛에 취약한 변종인류(좀비)가 되고 만다. 그 가운데 이 영화의 주인공인 로버트 네빌(윌 스미스)과 그의 개 샘만 살아남는다. 그러던 중 한 명의 여자 변종인간을 올가미로 잡아 백신연구를 계속한다. 낮에는 매일 매일 생존자를 찾아 AM 라디오 방송을 들으며 백신연구를 하던 중 안나라는 생존자와 그 여인의 아이 에단을 만나게 된다.

## 출연
- 윌 스미스 - 로버트 네빌 역
- 앨리스 브라가 - 아나 몬테즈 역
- 찰리 타한 - 이선 역
- 대시 미호크 - 알파 메일 역
- 에마 톰슨 - 앨리스 크리핀 박사 역
- 샐리 리처드슨 - 조이 네빌 역
- 윌로 스미스 - 말리 네빌 역
- 조애나 누마타 - 알파 피메일 역
- 대럴 포스터 - 마이크 역
- 팻 프레일리 - 대통령 역(목소리 출연)
- 마이크 패튼

## 기타
- 프로듀서: 론 올리언스
- 공동제작: 트레이시 톰
- 공동제작: 제프리 웻젤
- 조감독: 빅 암스트롱
- 조감독: 조셉 애스프로몬티
- 조감독: T. 숀 퍼거슨
- 조감독: 마리사 캐플런
- 조감독: 교고쿠 카와카미
- 조감독: 콜린 맥렐랜
- 조감독: 피터 솔도
- 조감독: 크리스 슈겐트
- 조감독: 마이클 타드로스 주니어
- 조감독: 제프리 웻젤
- 조감독: 케니언 노블
- 조감독: 마이클 피트
- 조감독: 맷 파워
- 미술: 나오미 쇼핸
- 미술: 데이빗 라잰
- 세트: 조지 드티타 주니어
- 의상: 마이클 카플란
- 분장부문: 코디 암스트롱
- 분장부문: 피어스 오스틴
- 분장부문: 브라이언 배디
- 분장부문: 벤 본스타인
- 분장부문: 캐롤 시 시 캠벨
- 분장부문: 맷 코리건
- 분장부문: 마이클 델 로사
- 분장부문: 글로리아 그랜트
- 분장부문: 마이클 마리노
- 분장부문: 주디 머독
- 분장부문: 제시카 넬슨
- 분장부문: 밥 뉴턴
- 분장부문: 레펭 쿠
- 분장부문: 									Mark Rappaport  (분장부문)
- 분장부문: 숀 스미스
- 분장부문: 토머시너 스미스
- 분장부문: 그렉 솔로몬
- 분장부문: 발렉 사이키스
- 분장부문: 크리스티엔 팅슬리
- 분장부문: 토이 반 리롭
- 분장부문: 질 애스트만
- 분장부문: 마가렛 베이커
- 분장부문: 마크 밸로우
- 분장부문: 패트릭 백스터
- 분장부문: 베리 버거
- 분장부문: 발레리 크로포드
- 분장부문: 제프리 크루츠
- 분장부문: 스테판 듀피스
- 분장부문: 선데이 엔글리스
- 분장부문: 파비안 가르시아
- 분장부문: 발레리 글래드스톤-애펠
- 분장부문: 빈센트 J. 구아스티니
- 분장부문: 소라야 햄디
- 분장부문: 제프 힘멜
- 분장부문: 제이미 켈먼
- 분장부문: 사릿 클레인
- 분장부문: 베리 R. 코퍼
- 분장부문: 헤이디 컬로우
- 분장부문: 쉐리 버맨 로렌스
- 분장부문: 크레이그 린드버그
- 분장부문: 앤거스 라인
- 분장부문: 도니알레 맥래
- 분장부문: 느징가
- 분장부문: 아이나 오케인
- 분장부문: 스테파니 파시코브
- 분장부문: 데이빗 프레스토
- 분장부문: 저스틴 롤리
- 분장부문: 애니타 로가노빅
- 분장부문: 마리코 사카타
- 분장부문: 레이 샤퍼
- 분장부문: 밥 스미스슨
- 분장부문: 마이클 R. 토머스
- 분장부문: 조쉬 투리
- 분장부문: 다이안 우드하우스
- 모션캡처: 제임스 G.H. 나이트
- 배역: 캐슬린 초핀
- 프로덕션매니저: 크리스 본거린
- 프로덕션매니저: 빌 드래퍼
- 프로덕션매니저: 조슈아 레빈슨
- 프로덕션매니저: 저스틴 모릿
- 프로덕션매니저: 레이 퀸란
- 프로덕션매니저: 크리스 세르지
- 프로덕션매니저: 캐롤 앤 쉰

## 제작
제작사인 워너 브라더스에서는 1994년에 영화 제작을 결정했고, 3년 뒤 리들리 스콧 연출, 아널드 슈워제네거 주연으로 기획되었다. 당시에 톰 크루즈, 마이클 더글러스 등의 이름이 오가기도 했으나, 2억 달러에 달하는 예산 때문에 결국 중단되었다. 2002년 슈워제네거는 제작자로 나섰고, 《나쁜 녀석들》의 마이클 베이 감독과 윌 스미스 콤비 기용을 제안했다. 좀 더 예산을 줄인 각본이 나왔지만 앨런 혼 당시 워너 대표가 마음에 들어하지 않아 다시 중단되었다. 2004년 아키바 골즈먼 각본가가 합류했고, 이듬해 프랜시스 로런스 감독이 연출직을 맡으면서 비로소 제작되기 시작했다.
골즈먼은 원작의 두 번째 영화화 작품인 《오메가 맨》을 참고하여 시나리오를 썼다. 배경은 "3~4시가 되면 자연히 한산해지는" 로스앤젤레스가 아니라, "지금껏 한번도 텅 비어본 적 없는" 뉴욕으로 옮겨졌다.

## 같이 보기
- 생존 영화
- 재난 영화